# شرح الورقات في أصول الفقه (الفوزان)
شرح الورقات في أصول الفقه هو شرح «عبد الله بن صالح الفوزان» على متن مشهور في أصول الفقه هو الورقات في أصول الفقه تأليف أبو المعالي الجويني الفقيه الشافعي الأصولي، وقد سمي الكتاب الورقات لاستهلال الجويني الكتاب بقوله «هذه ورقات قليلة تشتمل على معرفة فصول من أصول الفقه»

## مقدمة الشرح
جاء في مقدمة الشرح أن أصل الكتاب هو دروس ولم يكن ينوي نشرها لكثرة الشروح على متن الورقات «هذا شرح وجيز على ورقات إمام الحرمين في أصول الفقه، راعيت فيه سهولة الأسلوب، وإيضاح العبارة بإيراد الأمثلة. وأصل هذا الشرح دروس ألقيتها على بعض الطلبة في المسجد، فرغب إليًّ عدد من الأخوة أن أقوم بطباعتها، فاعتذرت لهم بكثرة شروح الورقات وحواشيها، ولكنهم ألحوا عليّ مبدين بعض المزايا، فاستعنت بالله تعالى في تلبية هذا الطلب.»، وشرح فيها أهمية علم الأصول وتاريخه، ودافع عن الجويني من الناحية العقيدية، «وكان أبو المعالي في بداية أمره على مذهب أهل الكلام في باب الأسماء والصفات من المعتزلة والأشعرية، وكان كثير المطالعة لكتب أبي هاشم المعتـزلي، قليل المعرفة بالآثار فأثر فيه مجموع الأمرين، لكنه رجع عن ذلك إلى مذهب السلف» ثم ذكر مختصرا عن مبادئ علم أصول الفقه وبدأ في شرح متن الورقات

## نموذج من الشرح
في تقسيم الحقيقة إلى أنواع؛ أورد ما جاء في المتن (ومن وجه آخر ينقسم إلى: حقيقة ومجاز. فالحقيقة: ما بقي في الاستعمال على موضوعه، وقيل: ما استعمل فيما اصطلح عليه من المخاطبة. والمجاز: ما تجوز عن موضوعه. والحقيقة إما لغوية وإما شرعية وإما عرفية).
ثم بدأ الشرح بقوله: 
ينقسم الكلام باعتبار استعمال اللفظ إلى قسمين:
1. الأول: حقيقة.
2. الثاني: مجاز.

فالحقيقة: ما بقي في الاستعمال على موضوعه.
مثل كلمة: أسد للحيوان المفترس. فإذا قلت: رأيت أسداً. فهي حقيقة لأنها لفظ بقي في الاستعمال على ما وضع له وهو الحيوان.
وهذا التعريف يرد عليه أنه خاص بالحقيقة اللغوية، فلا يشمل الشرعية والعرفية كما سيأتي، وعليه فهما من المجاز عند المصنف.
ثم ذكر المصنف تعريفاً آخر للحقيقة وهو: ما استعمل فيما اصطلح عليه من المخاطبة. فقوله: ما: أي لفظ. وقوله: استعمل: مبني للمجهول، ونائب الفاعل ضمير مستتر يعود على ما. وقوله: فيما: أي في معنى. وقوله اصطلح عليه: مبني للمجهول. وما بعده نائب فاعل. أي اصطلح على أن هذا المعنى لذلك اللفظ. وقوله: من المخاطبة: بكسر الطاء على زنة اسم الفاعل. أي من الجماعة المخاطبة غيرها. أي خاطبت غيرها بذلك اللفظ وعينته للدلالة على ذلك المعنى بنفسه، سواء بقي اللفظ على موضوعه اللغوي أو لم يبق على موضوعه اللغوي، بأن بقي على موضوعه الشرعي أو العرفي.
والاصطلاح معناه: اتفاق قوم على استعمال شيء في شيء معلوم عندهم. كاتفاق أهل الشرع على استعمال الصلاة في التعبد لله تعالى بأفعال وأقوال أولها التكبير وآخرها التسليم. واتفاق أهل اللغة على استعمال الصلاة بمعنى الدعاء. وهكذا الدابة عند أهل العرف تطلق على ذوات الأربع فقط كالفرس.
وهذا التعريف يعم أنواع الحقيقة الثلاثة. وقد أثبت المصنف الحقيقة الشرعية والعرفية وهذا يدل على اختياره لهذا التعريف وإن كان تقديمه للتعريف الأول يقتضي ترجيحه والله أعلم.
وهناك تعريف أخصر وأشمل وهو: الحقيقة: اللفظ المستعمل فيما وضع له.
فقوله: (اللفظ): جنس في التعريف يشمل المعرف وغيره.
وقوله: (المستعمل): قيد في التعريف يخرج المهمل. وهو الذي ليس له معنى مثل ديز مقلوب زيد.
وقوله: (فيما وضع له): قيد ثان يخرج المجاز، لأن المجاز في غير ما وضع له.
ثم ذكر المصنف أن الحقيقة ثلاثة أنواع:
1. حقيقة لغوية: وهي اللفظ المستعمل فيما وضع له في اللغة. مثل الصيام فهو في اللغة الإمساك. قال النابغة: خيل صيام وخيل غير صائمة .. تحت العجاج وأخرى تعلك اللُّجما، أي خيل ممسكة عن الجري والحركة. وقيل: عن العلف.
2. حقيقة شرعية: وهي اللفظ المستعمل فيما وضع له في الشرع. كالصلاة معناها: التعبد لله تعالى بأفعال وأقوال أولها التكبير وآخرها التسليم على الصفة المخصوصة.
3. حقيقة عرفية: وهي اللفظ المستعمل فيما وضع له في العرف. وهي نوعان:

أ - عرفية عامة: وهي ما تعارف عليه عامة أهل العرف، مثل لفظ الدابة فهي في اللغة اسم لكل ما يدب على الأرض غير أن العرف خصصه بذوات الأربع كما تقدم.
ب - عرفية خاصة: وهي ما تعارف عليه بعض الطوائف من الألفاظ التي وضعوها لمعنى عندهم. مثل الجزم فهو في اللغة القطع كما في القاموس. وعند النحويين نوع من الإعراب.
فالحقيقة العرفية العامة هي التي لم يتعين ناقلها من المعنى اللغوي. والخاصة عكسها.
هذا وقد أشار ابن بدران رحمه الله إلى الفائدة من معرفة أقسام الحقيقة فقال: (ومتى ورد اللفظ وجب حمله على الحقيقة في بابه لغة أو شرعاً أو عرفاً) ا هـ.
وقد أورد لهذه الفقرة مصدرين من (الإرشاد للشوكاني) و (المدخل لابن بدران). وهكذا بقية الكتاب، يورد فقرة من متن الورقات ثم يعقب عليها بشرح تفصيلي يشمل اللغة وغيرها.

## شروح أخرى
شرح الورقات عدة علماء منهم:
- ابن الفركاح (ت. 690 هـ).
- جلال الدين المحلي (ت. 864 هـ).

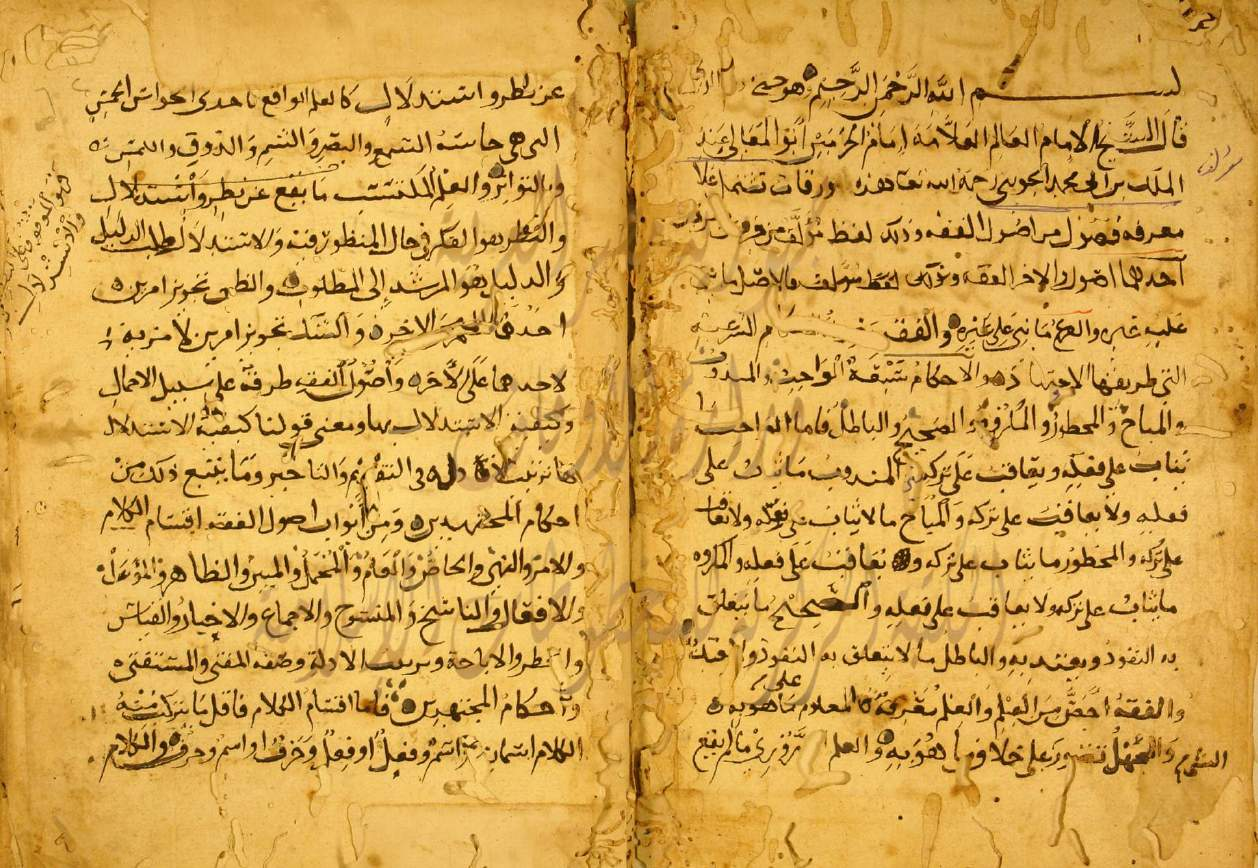
مخطوط لمتن الورقات للأبو المعالي الجويني وقد تناوله كثيرون بالتدريس والشرح

- الأنجم الزاهرات على حل ألفاظ الورقات لشمس الدين المارديني (ت. 871 هـ).[3]

كتاب شرح الورقات لإمام الحرمين في أصول الفقه لابن إمام الكاملية.

- ابن إمام الكاملية (ت. 874 هـ).كتاب شرح الورقات لإمام الحرمين في أصول الفقه لابن إمام الكاملية.
- عبد الله صالح الفوزان.[4]